# Maint Berkenbosch
Maint Berkenbosch (Oldeberkoop, 17 april 1977) is een Nederlands voormalig wielrenner. Hij reed voor onder meer Cyclingteam Jo Piels.

## Belangrijkste overwinningen
2005
- Eindklassement Tour Nord-Isère
- Beuvry la Forêt

2010
- 9e etappe Ronde van Martinique

- International Standard Name Identifier: 0000 0003 9385 6205
- Nederlandse Thesaurus van Auteursnamen: 269077448
- Virtual International Authority File: 288272268
- WorldCat: E39PBJdWHTBhGcgRM7M6JP3fbd